# Daniel Devoto
Daniel J. Devoto (Buenos Aires, 25 de diciembre de 1916 - Hendaya, 20 de noviembre de 2001), folclorista, musicólogo, medievalista, crítico literario y escritor argentino, perteneciente a la llamada Generación del 40.

## Biografía
Estudió en Buenos Aires y en París pensando en un principio consagrarse a la música como concertista y compositor; tuvo en estas facetas como maestros a Julio Perceval y a Jane Bathori, la gran intérprete de Debussy. En 1944 empezó su carrera universitaria en Argentina como profesor de Historia de la música, de Estética y de Armonía en la Universidad de Cuyo. Por entonces publicó algunos poemas que atrajeron la atención del poeta español Juan Ramón Jiménez. Desde mediados de los años cincuenta se instaló en Francia con su esposa Mariquiña del Valle-Inclán (hija de Ramón María del Valle-Inclán). Por encargo del CNRS, trabajó en la catalogación del descomunal fondo hispánico de las bibliotecas parisinas francesas anterior al siglo XIX, elaborando un fichero que todavía hoy se conserva, y fue además profesor de la Universidad de París XIII, del Institut Hispanique, del Instituto Musicológico de Poitiers (1968) y de la Escuela Normal Superior de París (1973), aprovechando de paso la facilidad de acceso a fondos librarios que estos trabajos le brindaban para estudiar la poesía popular, los cancioneros medievales y la musicología hispánica, fuera de otros diversos trabajos bibliográficos, bibliotecológicos y editoriales; por ejemplo, editó y estudió clásicos de la literatura medieval española como los Milagros de Nuestra Señora (de Gonzalo de Berceo) y diversos Cancioneros con ayuda del gran experto en pliegos sueltos Antonio Rodríguez-Moñino. Asimismo, revisó, para su reedición, Erasmo y España (del hispanista Marcel Bataillon, su maestro).
Como poeta completó una luenga trayectoria, por más que fuese harto remiso a hacer circular sus versos fuera de su círculo más íntimo, publicándolas en ediciones ignotas de cortísima tirada; entre otros de sus poemarios, destacan Tres canciones (1938), Canciones contra mudanza (1945), Fragmentos de los cánticos (1953, último libro publicado en Argentina) y Consonancia (1963).
Como ensayista se dedicó en especial al estudio de la historia musical y la literatura argentina, por ejemplo en La música. Los hombres, los instrumentos, las obras (de 1965) y Contribución del folclore y de la musicología a la crítica literaria (1970). También elaboró una bibliografía sobre don Juan Manuel que es más bien un repertorio sobre cuentística medieval. Como pedagogo y profesor tuvo fama de ser tan exigente y cuidadoso con los demás como lo era consigo mismo.

## Obras

### Lírica
- 1938: Tres canciones.
- 1940: Aire dolido.
- 1940: El aire florecido.
- 1940: Las elegías de empalme.
- 1940: El arquero y las torres.
- 1940: La sirena de sombra. Buenos Aires: Gulab y Aldabahor.
- 1940: Canciones de la rosa coronada. Buenos Aires: Gulab y Aldabahor.
- 1943: Canciones de la azotea.
- 1943: Libro de las fábulas (1940-1943). Buenos Aires: Gulab y Aldabahor.
- 1945: Canciones contra mudanza.
- 1947: Canciones despeinadas. Buenos Aires: Gulab y Aldabahor.
- 1948: Dos rondeles con maderas del país.
- 1950: Canciones de verano. Buenos Aires: IBN Gulab.
- 1950: Las hojas (1940-1949), Buenos Aires 1950.
- 1953: Fragmentos de los cánticos, 1953
- 1959: Hexasílabos de los tres reinos. Turín (Italia): Vincenzo Bona.
- 1963: Consonancia. París: Gulab.
- 1978: Cantares de despedida.
- 1978: Himmo a Nuestra Señora de la Carrodilla. [S. l.]: Gulab.
- 1980: Herbalario (1953-1979).
- 1990: Los dioses de la noche. Cádiz: Renacimiento.

### Estudios
- 1945: Dos clases públicas de historia de la música. Mendoza: Best Hermanos.
- 1946: Diferencias del primer tono (para flauta sola). [1945]. Buenos Aires: Ediciones Politonía.
- 1947: Libro de cantos (1938-1944): para voz y piano. Buenos Aires: Ediciones Politonía.
- 1950: Notas sobre el elemento tradicional en la obra de García Lorca: Buenos Aires: Instituto de Filología Románica, de la Facultad de Filosofía y Letras de la Universidad de Buenos Aires.
- 1951: Sobre paremiología musical porteña; bailes e instrumentos en el habla bonaerense. Buenos Aires: Instituto de Filología Románica.
- 1956: García Lorca y los romanceros. Turín (Italia).
- 1965: La música. Los hombres, los instrumentos, las obras
- 1970: Contribución del folclore y de la musicología a la crítica literaria.
- 1972: Introducción al estudio de «Don Juan Manuel» y en particular de «El Conde Lucanor». Una bibliografía. Madrid: Castalia.
- 1974: Textos y contextos. Estudios sobre la tradición. Madrid: Gredos.
- 1976: Introducción a «Divan de Tamarit» de Federico García Lorca. París: Hispanoamericanas.
- 1995: Para un vocabulario de la rima española. París: Klincksieck.
- 1995: Un millar de cantares exportados. Bordeaux: Université Michel de Montaigne.

### Ediciones
- Edición y estudio de Gonzalo de Berceo: Milagros de Nuestra Señora. Madrid: Castalia, 1969, muy reeditado.
- Edición del Cancionero llamado «Flor de la Rosa» en el cual se contiene muchos villancicos y canciones extrañísimas y no vistas. Buenos Aires: Losada, 1950.
- Con Antonio Rodríguez-Moñino, edición del Cancionero llamado «Flor de enamorados». Madrid: Castalia, 1954.
- Con Antonio Rodríguez-Moñino, edición de «Rosas de romances» por Juan Timoneda (Valencia, 1573). Valencia: Castalia, 1963.
- Edición de «La velada del invierno» de Isjak de Mosul. Buenos Aires: Gulab y Aldabahor, 1949.
- Edición, versión y notas de Antonio Eximeno y Pujades, Autobiografía inédita. Buenos Aires: Gulab y Aldabahor, 1949.
- Reedición y revisión de Erasme et l’Espagne, de Marcel Bataillon. Ginebra (Suiza): Droz, 1991.

### Narrativa
- Paso del unicornio (1938-1948), relatos. Valencia: Castalia, 1956.